# شوزیانا
شوزیانا (Šuzianna؛ 𒀭𒋗𒍣𒀭𒈾 dŠu-zi-an-na) الهه‌ای بین‌النهرینی بود.

## نام
نام شوزیانا منشا سومری دارد و به معنای «دست عادلِ آسمان» است.
یک متن الهیاتیِ نئو آشوری، او را یکی از نام‌های گولا می‌داند. با این وجود، او و گولا در نیپور به عنوان دو الههٔ مجزا پرستش می‌شدند.

## جایگاه در پانتئون
در بعضی از زمینه‌های آیینی، او با نینیما در ارتباط است. آنها همچنین با هم در اسطوره انکی و نینیما ظاهر می‌شوند و او در میان یاران الههٔ نامبخش است که به  آفرینش انسان کمک می‌کنند. این گروه از هفت الهه تشکیل شده بود که پنج الهه باقی مانده عبارتند از نینمادا، نینشار، نینموگ، مومودو و نینیگینا. بر اساس فهرست‌های خدا، آنها تحت نام گروهی خود، شاسوراتو، با گروه‌هایی از الهه‌های خارجی با شخصیت مشابه، هوتنا و هوتلورای هوری و کوثراتِ اوگاریتی و ماری برابری می‌کردند.
او همچنین در لیست‌های مختلف از هفت فرزند انمشارا ظاهر می‌شود. یک متن او را «دختر انمشارا، که انلیل با او ازدواج کرد» می‌خواند.

## پرستش
شوزیانا عمدتا در نیپور پرستش می‌شد و در آنجا دارای معبدی بود.
یک سرودِ تنها که به شوزیانا تقدیم شده از دوره اور سوم به دست آمده است.